# Smoczy Król

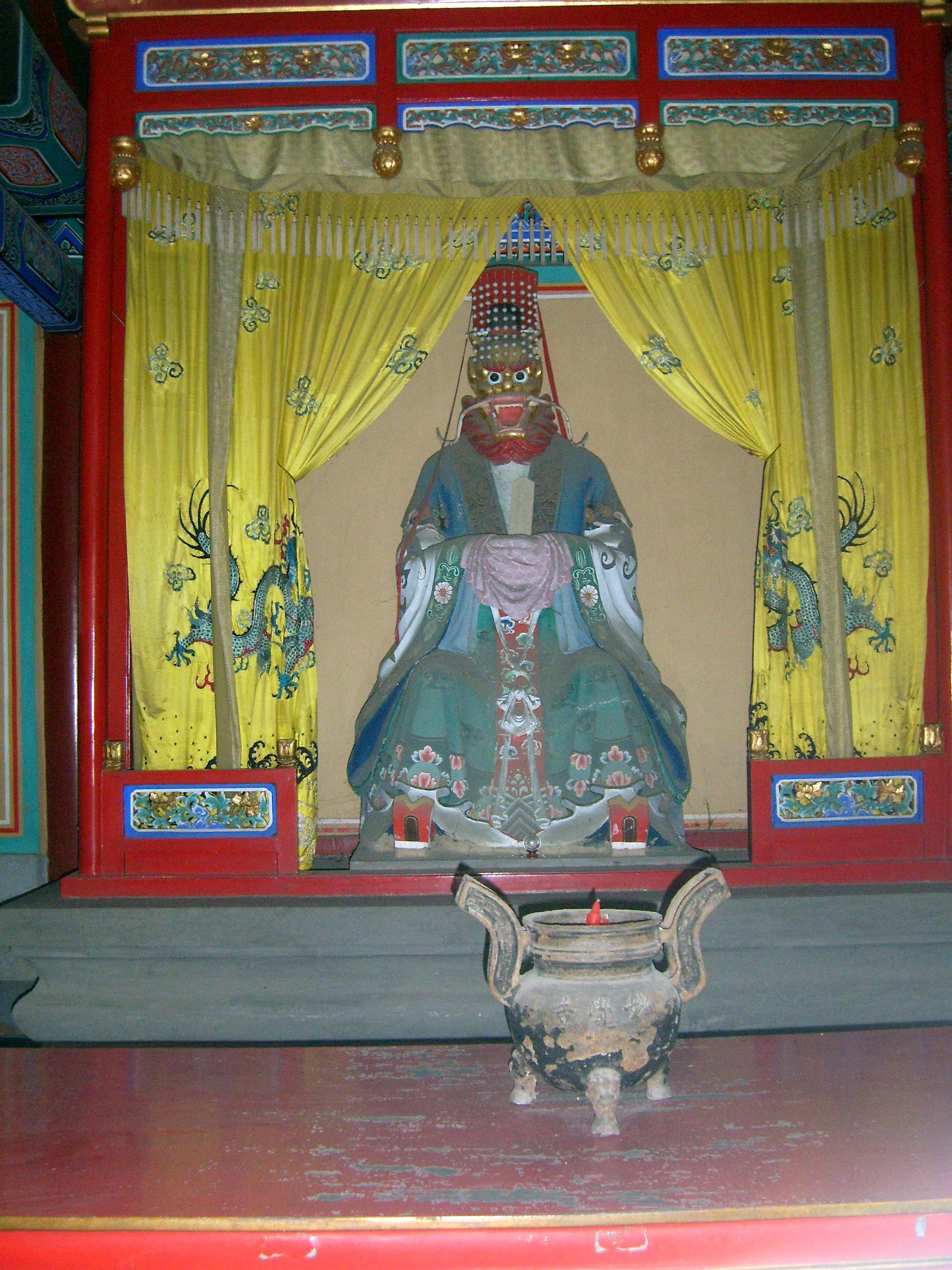
Ołtarz poświęcony Smoczemu Królowi w Pałacu Letnim w Pekinie

Smoczy Królowie (chiń. upr. 龙王; chiń. trad. 龍王; pinyin Lóng Wáng) – w chińskiej mitologii ludowej potężne bóstwa mające postać smoków, władające morzami i sprowadzające deszcz. Przypisywano im także władzę nad życiem i śmiercią. 
Najczęściej uważa się ich za poddanych Nefrytowego Cesarza lub Yuanshi Tianzuna. Występują także w licznych legendach buddyjskich. Wierzono, że opiekują się żeglarzami i patronują ceremoniom pogrzebowym. Tradycja znała kilka rodzajów Smoczych Królów: władających czterema oceanami, niebiańskich i rządzących pięcioma stronami świata. 
Najczęściej mówi się o czterech smoczych królach władających oceanami, mieszkających w strzeżonych przez armie morskich stworzeń podwodnych pałacach. Są to:
- Smoczy Król Wschodu: Ao Guang (敖廣)
- Smoczy Król Południa: Ao Qin (敖欽)
- Smoczy Król Zachodu: Ao Run (敖閏)
- Smoczy Król Północy: Ao Shun (敖順)